# Paweł Szczygieł
Paweł Szczygieł (ur. 10 stycznia 1878 w Borusowej, zm. 31 października 1942 w KL Auschwitz) – polski prezbiter, społecznik, polityk ludowy, budowniczy kościołów w Bielczy i Laskowej, właściciel folwarku Roćmirowa koło Bilska.
Urodził się 10 stycznia 1878 roku, jako syn Józefa Szczygła, karbowego w kluczu dóbr Borusowa należących do hr. Potockich, oraz Zofii z domu Zielonka. Ukończył Wyższe Seminarium Duchowne w Tarnowie, a od 1901 roku był wikariuszem w Szczepanowie. W 1904 roku przeniesiony został do Borzęcina, gdzie jako ekspozyt rezydował w Bielczy i pełnił obowiązki katechety w nieodległym Borzęcinie.
Zainicjował budowę kościoła w Bielczy, który w 1908 roku został oddany do użytkowania i poświęcony przez biskupa tarnowskiego Leona Wałęgę. Następnie został ekspozytem w Laskowej, gdzie także wybudował kościół. Ponadto zakupił dla powstającej parafii gospodarstwo rolne, stworzył plebanię, wybudował organistówkę i otworzył nowy cmentarz. W 1910 roku został proboszczem w Łososinie Górnej i otrzymał godność expositorum canonicale. W nowej parafii nadal działał społecznie, organizując własnym kosztem ochronkę w Łososinie Dolnej, kończąc własnym sumptem ochronkę w Żbikowicach i sprowadzając tamże siostry Rodziny Maryi ze Lwowa. Stworzone przez siebie ochronki w Michalczowej i Żbikowicach przekształcił w szkoły ludowe.
W 1912 roku został wybrany z kurii wiejskiej do Rady Powiatowej w Nowym Sączu. Należał wówczas do działaczy ludowych usposobionych ugodowo w stosunku do konserwatystów krakowskich. Wybrany następnie zastępcom członka Wydziału Rady Powiatowej.  W 1914 roku został wybrany podczas masowego wiecu w Nowym Sączu do Powiatowego Komitetu Narodowego w Nowym Sączu, reprezentując w nim stronnictwa ludowe. Pomimo trudnych warunków wojennych był inicjatorem i doprowadził do wybudowania drogi łączącej miasto Czchów z miastem Limanowa (kilkadziesiąt kilometrów), mostu we Wronowicach na rzecze Łososina oraz dróg do Bilska i Jarostowej. W 1918 roku został członkiem Tymczasowej Powiatowej Komisji Likwidacyjnej w Nowym Sączu, wchodząc w jej skład jako jedyny duchowny i zarazem sympatyk PSL „Piast”. Jego podpis znalazł się pod odezwą Tymczasowej Powiatowej Komisji Likwidacyjnej w Nowym Sączu z dnia 31 października 1918 roku obwieszczającej zakończenie na terenie miasta Nowego Sącza i powiatu rządów zaborczych.  Następnie był wydziałowym Powiatowej Komisji Likwidacyjnej. 
W 1926 roku przeszedł na emeryturę osiadając w zakupionym przez siebie folwarku w Roćmirowej (przysiółek Bilska). Poświęcił się wówczas do końca pracy społecznej. Organizował z dużym powodzeniem dla miejscowych włościan szkółki sadownicze i pszczelarskie. Dzięki jego pracy powstało znane w całej Polsce zagłębie sadownicze w okolicach Łososiny Dolnej. Był prezesem spółdzielni handlowo-rolniczej ,,Zagon" obejmującej swoją działalnością Sądecczyzne. 
Spośród duchowieństwa wyróżniał się pozytywnym nastawieniem do Żydów, nawołując do nawiązania z nimi dialogu oraz poszanowania ich tradycji. W 1942 roku został aresztowany przez Gestapo, podejrzewany o kontakty z Żydami w getcie nowosądeckim, którym dostarczał w rzeczywistości żywność. Według J. Potoczka miał zostać aresztowany za działalność patriotyczną. Więziono go w Nowym Sączu i Tarnowie, ostatecznie trafił do Auschwitz, gdzie zginął 31 października 1942 roku.